# Занадто швидкий, занадто молодий
Занадто швидкий, занадто молодий (англ. Too Fast Too Young) — американський фільм 1996 року.

## Сюжет
Життя капітана поліції Флойда Андерсона опиняється під загрозою, коли з в'язниці здійснює втечу вбивця поліцейських Чейз Періш. Опинившись на волі, Чейз вирішує «прокрутити» велике дільце і «звалити». Після ретельного вивчення маршруту інкасаторського броньовика, він і його брат Далнтон, якого той бере в частку, готуються до нападу на бронеавтомобіль, набитий грошима. Ненавидячи правоохоронців, Чейз перетворює пограбування броньовика в зведення рахунків зі своїм давнім ворогом — капітаном Андерсоном. Один мстить за своє покалічене життя, інший — за своїх загиблих друзів. У цьому кривавому, та нещадному поєдинку переможець отримує тільки одне — життя.

## У ролях
- Майкл Айронсайд — капітан Флойда Андерсон
- Катажина Фігура — Кедді Гавел
- Джеймс Веллінгтон — Чейз Періш
- Патрік Тіллер — Далнтон Періш
- Маршалл Белл — детектив Квентін Томпсон
- Річард Рілі — сержант
- Ренді Краудер — офіцер Баллок
- Чарльз Діркоп — бізнесмен
- Роберт Джентілі — Циган Джо
- Девід Дармстадер — офіцер
- Джон Чардіет — лідер банди
- Беверлі Грехем — касир банку
- Фабріс Юзан — командир спецназу
- Девід Бентлі — охоронець броньованого автомобіля (в титрах не вказаний)
- Джон Ліззі — водій броньованого автомобіля (в титрах не вказаний)